# Episodi di Memphis Beat (prima stagione)
La prima stagione della serie televisiva Memphis Beat è stata trasmessa in prima visione negli Stati Uniti d'America dal canale via cavo TNT dal 22 giugno al 24 agosto 2010.
In Italia è stata trasmessa dal 1º al 29 marzo 2012 sul canale Premium Crime della piattaforma televisiva Mediaset Premium.
| nº | Titolo originale       | Titolo italiano          | Prima TV USA   | Prima TV Italia |
| -- | ---------------------- | ------------------------ | -------------- | --------------- |
| 1  | It's All Right, Mama   | Va tutto bene, mamma!    | 22 giugno 2010 | 1º marzo 2012   |
| 2  | Baby, Let's Play House | Non è sempre come sembra | 29 giugno 2010 | 1º marzo 2012   |
| 3  | Love Her Tender        | Reginetta di bellezza    | 6 luglio 2010  | 8 marzo 2012    |
| 4  | Polk Salad Annie       | La fiera del barbecue    | 13 luglio 2010 | 8 marzo 2012    |
| 5  | One Night of Sin       | Una famiglia particolare | 20 luglio 2010 | 15 marzo 2012   |
| 6  | Run On                 | Fantasmi dal passato     | 27 luglio 2010 | 15 marzo 2012   |
| 7  | Suspicious Minds       | L'aereo fantasma         | 3 agosto 2010  | 22 marzo 2012   |
| 8  | I Shall Not Be Moved   | Un passato oscuro        | 10 agosto 2010 | 22 marzo 2012   |
| 9  | Don't Be So Cruel      | Fango sulla città        | 17 agosto 2010 | 29 marzo 2012   |
| 10 | I Want to Be Free      | Il senso di colpa        | 24 agosto 2010 | 29 marzo 2012   |